# رجال ذوو بزات سوداء (فلم)
فيلم رجال في ملابس سوداء (لغة إنجليزية:Men in Black) ويختصر بـ MiB، هو فيلم سينمائي أمريكي من نوع الإثارة والخيال العلمي، أنتج من قبل شركة كولومبيا بيكشرز سنة 1997م.
شارك في بطولته كل من ويل سميث وتومي لي جونز، ويتحدث عن عملاء وكالة سرية تتعامل مع المخلوقات الفضائية وتنظم حياتهم على الأرض وتكافح الأشرار منهم ويستخدم عملاء المنظمة جهاز ليزر لمسح ذاكرة الناس عند في حال رؤيتهم للمخلوقات الفضائية أو أعمال المنظمة.

## وصلات خارجية
- الموقع الرسمي
- مقالات تستعمل روابط فنية بلا صلة مع ويكي بيانات